# Сілхет (родовище)
Сілхет (також відоме як Харіпур) — газове родовище на північному сході Бангладеш. Перше відкрите на теренах цієї країни газове родовище.

## Характеристика
Родовище відноситься до північно-східного завершення Бенгальського нафтогазоносного басейну, відомого також як басейн Сурма (останній пов'язаний із западиною Сурма, товщина осадкових порід у якій досягає 20 км). Поклади вуглеводнів відносяться до групи формацій Сурма, що сформувалась у міоцені — пліоцені в умовах чередування дельти із домінуючими припливами та мілководного моря. На Сілхеті виявлено дві продуктивні зони, які залягають на глибинах від 1212 до 1308 метрів. Газ родовища містить в основному метан (95,3 %), а також етан (2,5 %), пропан (1 %) та бутани (0,4 %). Невуглеводневі компоненти (азот, двоокис вуглецю) становлять лише 0,4 %.
Родовище виявили у 1955 році під час буріння поблизу міста Сілхет (на той час відносилось до Східного Пакистану, який після 1971-го стане незалежною країною Бангладеш). При цьому коли свердловина-відкривач Сілхет-1 досягла глибину у 2377 метрів з неї стався викид газу з наступним загорянням. На місці аварії виник кратер, який заповнився водою та перетворився на озеро. В 1962-му на родовищі сталась ще одна аварія. Під час спорудження свердловини Сілхет-4 встигли досягти глибини лише у 315 метрів, після чого стався викид газу. Свердловину довелось полишити, а у її околицях протягом багатьох років відбувалась фільтрація газу на поверхню та виникали пожежі.
Видобуток на Сілхеті почався у 1961 році (дещо пізніше за подачу першої продукції з родовища Чхатак, яке відкрили на кілька років пізніше за Сілхет), при цьому видачу продукції організували через трубопровід до Фенчуганджу. В 1980-х роках поблизу Сілхету почала роботу розрахована на використання природного газу ТЕС Кумаргаон.
Станом на 2019 рік на Сілхеті пробурили 8 свердловин, лише 1 з яких ще знаходилась в експлуатації (середньодобовий видобуток 0,1 млн м3 газу та 27 барелів конденсату). При цьому первісні видобувні запаси (категорії 2Р — доведені та ймовірні) оцінювались у 9 млрд м3, з яких 6,1 млрд м3 вже були вилучені.